# Junpei Takiguchi
Junpei Takiguchi (滝口 順平, Takiguchi Junpei), né Kōhei Takiguchi (滝口幸平, Takiguchi Kōhei) le 17 avril 1931 à Funabashi dans la préfecture de Chiba, et mort le 29 août 2011, est un seiyū.

## Rôles
- Dragon Ball et Dragon Ball Z : Baba la voyante/la sorcière ; Saichorô/Elder (le doyen des Namek); Polunga (le dragon de namek).
- D.Gray-man : Le Comte Millénaire.
- Sonic the Hedgehog: The Movie : Dr. Eggman/Robotnik.